# Стюарт, Келли
Келли Стюарт (англ. Kellee Stewart, род. 15 апреля 1976 или 31 марта 1976, Норристаун, Пенсильвания) — американская актриса. Стюарт наиболее известна благодаря своей роли в ситкоме «Моя команда», где она снималась с 2006 по 2010 год.
Стюарт окончила Перчейз-колледж — Университета штата Нью-Йорк и дебютировала на телевидении в ситкоме 2001 года «Неопределившиеся». На большом экране она известна благодаря роли в комедии 2005 года «Угадай, кто?». После завершения ситкома «Моя команда», Стюарт снялась в нескольких телевизионных пилотах, в том числе Middle Age Rage 2013 года. В дополнение к этому она появилась в сериалах «Закон и порядок: Специальный корпус», «Уитни» и «Ведьмы Ист-Энда» канала Lifetime. Осенью 2013 года Стюарт получила регулярную роль в пилоте Lifetime HR с Алисией Сильверстоун.

## Фильмография

### Телевидение
- Неопределившиеся (1 эпизод, 2001)
- Воспитание Макса Бикфорда (1 эпизод, 2001)
- Закон и порядок: Специальный корпус (1 эпизод, 2003)
- Жизнь с Фрэнн (1 эпизод, 2005)
- Секс, любовь и секреты (2 эпизода, 2005)
- Моя команда (регулярная роль, 49 эпизодов, 2006—2010)
- How to Be a Better American (пилот, 2010)
- Seek and Destroy (пилот, 2010)
- Let It Go (пилот, 2012)
- Уитни (1 эпизод, 2012)
- The Soul Man (5 эпизодов, 2012—2013)
- Middle Age Rage (пилот, 2013)
- Ведьмы Ист-Энда (2013 —)
- HR (пилот, 2014)

### Фильмы
- Let’s Talk (2000)
- Cry Funny Happy (2003)
- Deprivation (2003)
- Угадай, кто? (2005)
- Сумасшедшая любовь (2005)
- Если свекровь — монстр (2005)
- Машина времени в джакузи (2010)
- Машина времени в джакузи 2 (2014)